# 陈一发儿
陈一发儿（10月13日—），本名不詳，重慶人，是一名网络主播、歌手，曾在斗鱼直播，目前在YouTube和Twitch直播。

## 演艺经历
2014年9月11日，身为建筑设计师的陈一发儿在斗鱼直播平台开始自己的首场直播，其直播内容以聊天、唱歌和游戏为主，并迅速爆红成为斗鱼一线女主播，当时与周二珂、大表姐、冯提莫并称“斗鱼F4”。
2016年6月，陈一发儿参加江苏卫视节目《星厨驾到》；9月28日，发行首支单曲《童话镇》；10月受ACFun之邀赴美国直播纽约漫展。
2017年4月，陈一发儿担任“网易云音乐斗鱼主播翻唱大赛”评委；5月20日，发行个人单曲《阿婆说》；5月29日，参加2017斗鱼嘉年华。
2018年2月13日，陈一发儿发表单曲《弦上有春秋》，並於同年4月29日至5月1日参加首届国际武汉斗鱼直播节暨斗鱼嘉年华；5月12日，参加“一个鸡蛋的暴走”公益活动。2018年世界杯期间，陈一发儿加盟优酷担任比赛解说嘉宾。
2020年6月，陈一发儿开始在Spotify平台发布翻唱及原唱歌曲。2021年2月6日和5月16日，分别在YouTube和Twitch平台恢复暫停的直播。

## 人物争议
2018年7月31日，陈一发儿在2016年的一段直播片段突然被全网散播。在此直播片段中，陈一发儿正在观看斗鱼某歌唱比赛，并念出观众发送弹幕中的“南京大屠杀呀、日本刀好快呀、东三省不保啦、快请冯将军（指冯提莫）抗日”等内容，以形容另一位参加歌唱比赛的主播日语歌唱得好。另陈一发儿还曾在游戏中将游戏人物动作戏称为“参拜靖国神社”。“江苏网警”微博接到举报后对此事进行了转发。在“江苏网警”发表相关微博10分钟后，陈一发儿在新浪微博就前述的直播中的发言和早年的一些微博上的“愤世嫉俗”言论发表道歉。
之后，紫光阁杂志、新华网等官方微博对此事进行转发，其中新华网微博发表评论称“让挑战底线者彻底凉凉”。斗鱼在先后两次发表声明后宣布封禁陈一发儿直播间，同时启动对所有主播的爱国主义教育行动。在斗鱼宣布封禁陈一发儿的直播间后，中国大陆各大音乐网站也将陈一发儿的歌曲全数下架，同时中国大陆的视频网站将涉及到陈一发儿的片段全部进行删减（或下线）处理。
2018年9月11日（即陈一发儿于斗鱼直播四周年纪念日），有粉丝在陈一发儿被封禁的直播间赠送“火箭”等大额礼物、发送祝福弹幕，当日直播间热度一度达到324.5万。对此斗鱼表示，陈一发儿直播间已不能发送弹幕，用户仍然可以正常进入直播间并使用打赏功能，但主播不能进行正常的礼物结算。9月14日，斗鱼将陈一发儿直播间礼物系统关闭，用户赠礼时会提示“由于主播多次违规，积分过低，礼物系统不可用”，但用户仍可送免费道具礼物“鱼丸”来增加主播的热度值。另外斗鱼平台已将“陈一发儿”彻底封禁，用户输入“陈一发儿”或其直播房间号“67373”搜索均无相关内容。此次事件也导致斗鱼客户端于10月国庆假期期间在各大应用市场下架。2018年10月12日，斗鱼直播发布声明称，由于平台管理失误，导致陈一发儿直播间仍然出现打赏、弹幕运行事件。声明指出，斗鱼在永久关闭陈一发直播账号的基础上，彻底取消其直播间，并针对相关责任人给予严肃处理。此外，陈一发儿的新浪微博也被封禁。
2023年12月8日，陈一发儿在快手直播间开播，不久后该直播间被封禁。